# Jean-Marie Defrance
Jean-Marie Antoine Defrance, né le 21 septembre 1771 à Wassy en Haute-Marne et mort le 6 juillet 1835 à Épinay-sur-Seine, est un général français ayant participé aux guerres de la Révolution française et de l'Empire. 
Sa carrière débute en 1791 lorsqu'il s'engage dans le régiment des dragons du Cap avec lequel il combat pendant la Révolution haïtienne. Rentré en France, il participe aux combats contre les Autrichiens dans le nord de la France et y gagne ses galons de colonel. Après s'être distingué à la première bataille de Zurich, il refuse sa promotion au rang de général de brigade et préfère prendre le commandement du 12e régiment de chasseurs à cheval. Il prend part avec son unité à la seconde campagne d'Italie. 
Napoléon Bonaparte le nomme successivement écuyer cavalcadour (1802) et général de brigade (1805). Defrance prend alors la tête des deux régiments de carabiniers à cheval de la division du général Nansouty avec lesquels il charge à Austerlitz et à Iéna ainsi qu'à la bataille de Wagram. Fait général de division en 1811, il est placé à la tête de la 4e division de cuirassiers de Nansouty (dont font partie les carabiniers) lors de la campagne de Russie et participe à l'attaque de la redoute Chevardino durant la bataille de la Moskova. Après la retraite de Russie, il sert en Allemagne et en France, où il s'illustre aux batailles de Montmirail et de Reims avec les gardes d'honneur.
Inspecteur général de la cavalerie sous la Première Restauration, peu employé pendant les Cent-Jours, le général Defrance occupe quelques postes militaires secondaires à la Seconde Restauration avant de mourir le 6 juillet 1835 à Épinay-sur-Seine, à l'âge de 63 ans.

## Biographie

### Carrière sous la Révolution française
Petit-fils du littérateur Pierre Chompré et fils de Jean-Claude Defrance, médecin de l'École militaire de Rebais et député à la Convention, au conseil des Cinq-Cents et au Corps législatif, il est élevé à l'école militaire de Rebais. Il se trouve à Saint-Domingue lors de la première révolte des Noirs, et sert dans les volontaires dits dragons du Cap, et est à son retour en 1792, nommé sous-lieutenant au régiment de cavalerie royal-étranger. Il sert à l'armée du Nord, est nommé adjudant-général chef de brigade à l'armée des Ardennes et de Sambre-et-Meuse et chargé de missions importantes. Il fait la campagne d'Helvétie comme chef d'état-major d'une division et est nommé général de brigade à l'issue de la première bataille de Zurich en juin 1799. Il refuse toutefois ce grade et demande le commandement d'un régiment de chasseurs à cheval, à la tête duquel il se distingue en Suisse.

### Général et cavalier de l'Empire

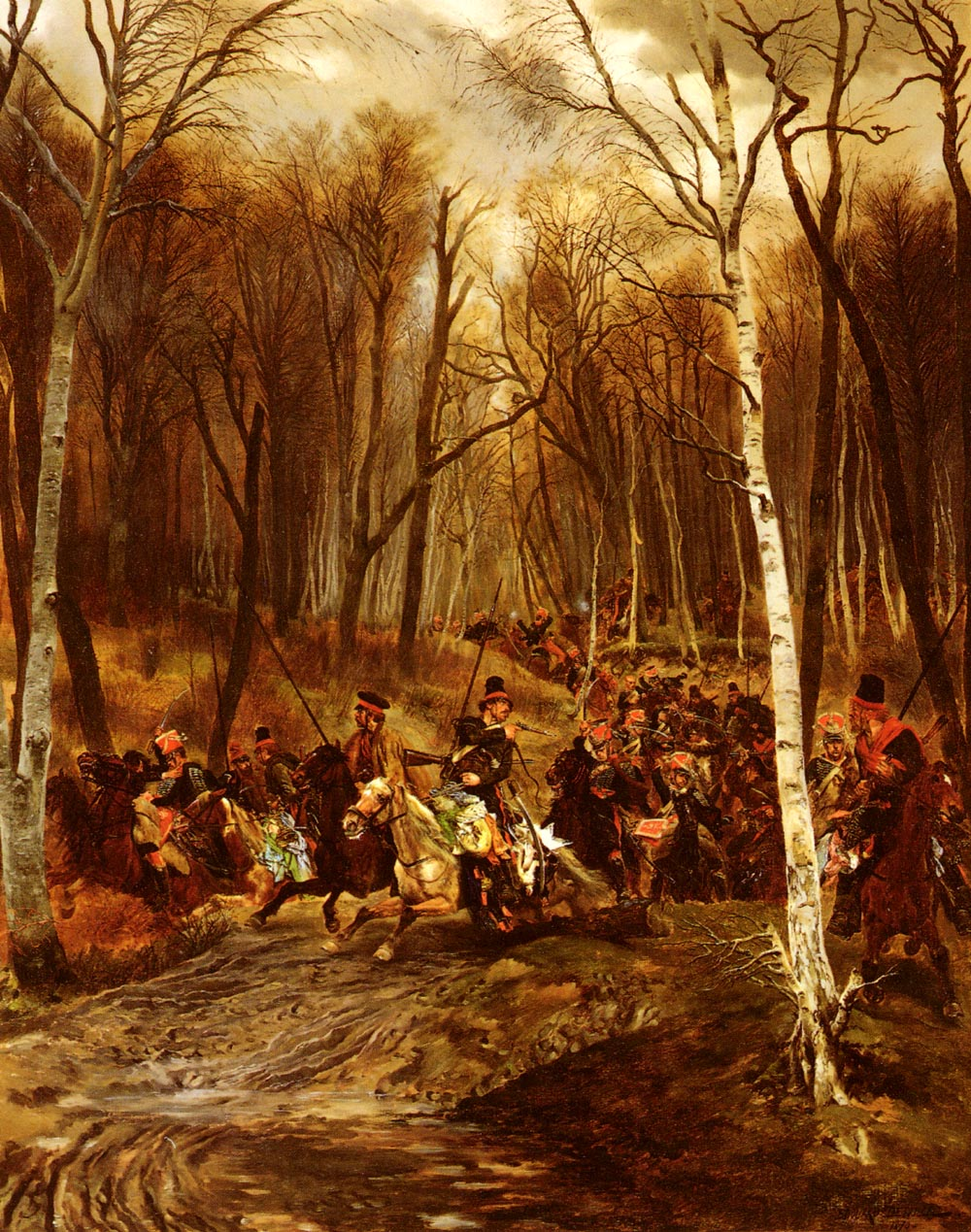
Le général Defrance s'illustra à la tête des gardes d'honneur lors de la campagne de France, en particulier contre les cosaques (peinture d'Édouard Detaille).

Il passe ensuite en Italie sous les ordres de Moncey, et assiste à toutes les affaires qui précédèrent la bataille de Marengo. Pendant l'hiver de 1800 à 1801, il fait la campagne de l'armée des Grisons sous Macdonald, et rentre en France après la paix de Lunéville. En 1802, il fait partie du camp de Saint-Omer et devient écuyer cavalcadour du Premier consul. Nommé de nouveau général de brigade le 1er février 1805, il fait les campagnes de 1805 contre l'Autriche, et celles de 1806 et 1807 contre la Prusse et la Russie. Il se signale à Wagram en 1809, où il commande la brigade de carabiniers. Après avoir rempli à plusieurs reprises les fonctions d'inspecteur général de cavalerie, il est promu général de division le 31 juillet 1811, et commande en février 1812, dans le corps d'armée de Murat, la division de cavalerie dont les carabiniers faisaient partie. 
Il rend d'importants services pendant la retraite de Russie, fait la campagne de Saxe en 1813, à la tête d'une division de dragons et est ensuite nommé inspecteur général des remontes pour toute l'armée. En janvier 1814, il est chargé du commandement en chef des Listes des unités de la quatre régiments des gardes d'honneur et se couvre de gloire le 11 février, à Montmirail à la tête des 3e et 4e régiments. Le 7 mars suivant, avec des forces bien inférieures, il repousse le corps russe commandé par le comte de Saint-Priest, qui cherche à s'emparer de Reims ; mais, obligé le 12, de se replier à son tour, il revient le lendemain à la tête de ses gardes d'honneur, attaque la cavalerie russe, et la force de battre en retraite.

### Cent-Jours et Restauration

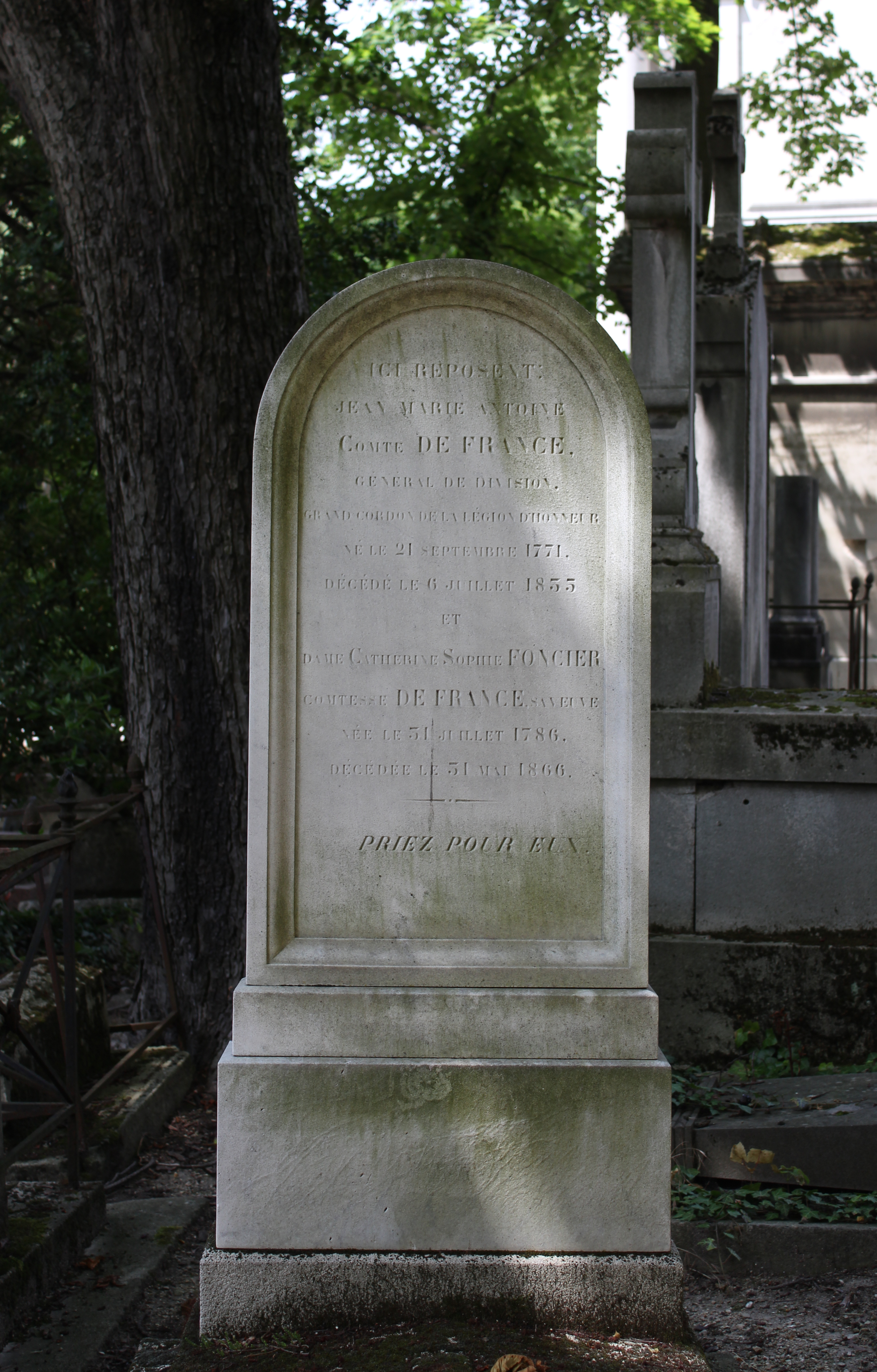
Tombe au cimetière du Père-Lachaise.

Nommé inspecteur général de cavalerie à la Première Restauration, il préside pendant les Cent-Jours, dans la 18e division militaire, aux remontes, inspecte les dépôts de cavalerie et fait partie de l'armée de la Loire. Il est maintenu dans son grade en 1816 et commanda de 1819 à 1822, la 1re division militaire à Paris. Il est écuyer cavalcadour du roi. 
Le général Defrance est mort à Épinay le 6 juillet 1855. Il est inhumé au cimetière du Père-Lachaise (21e division). Son nom est gravé sur le côté est de l'arc de triomphe  de l'Étoile. Il a épousé Mlle Foncier, fille d'Edmé-Marie Foncier, l'un des plus riches bijoutiers de Paris.
Iconographie : Son portrait en pied par Henri-François Riesener est exposé au Salon de 1810, no 681, cette œuvre est perdue mais une copie est exposée au musée de l'Armée, Paris.

## Décorations, titres et honneurs
- Légion d'honneur
  - Officier de la Légion d'honneur le 14 juin 1804 ;
  - Grand officier de la Légion d'honneur le 17 janvier 1815 ;
  - Grand-croix de la Légion d'honneur le 30 octobre 1829 :
- Ordre royal et militaire de Saint-Louis
  - Commandeur de Saint-Louis le 24 août 1820 ;
- Comte de l'Empire le 2 juillet 1808 ;
- Chevalier de l'ordre du Lion « de Bavière » en 1807 ;
- Chevalier de l'ordre de la Couronne de fer le 23 décembre 1807.